# Ghisallo

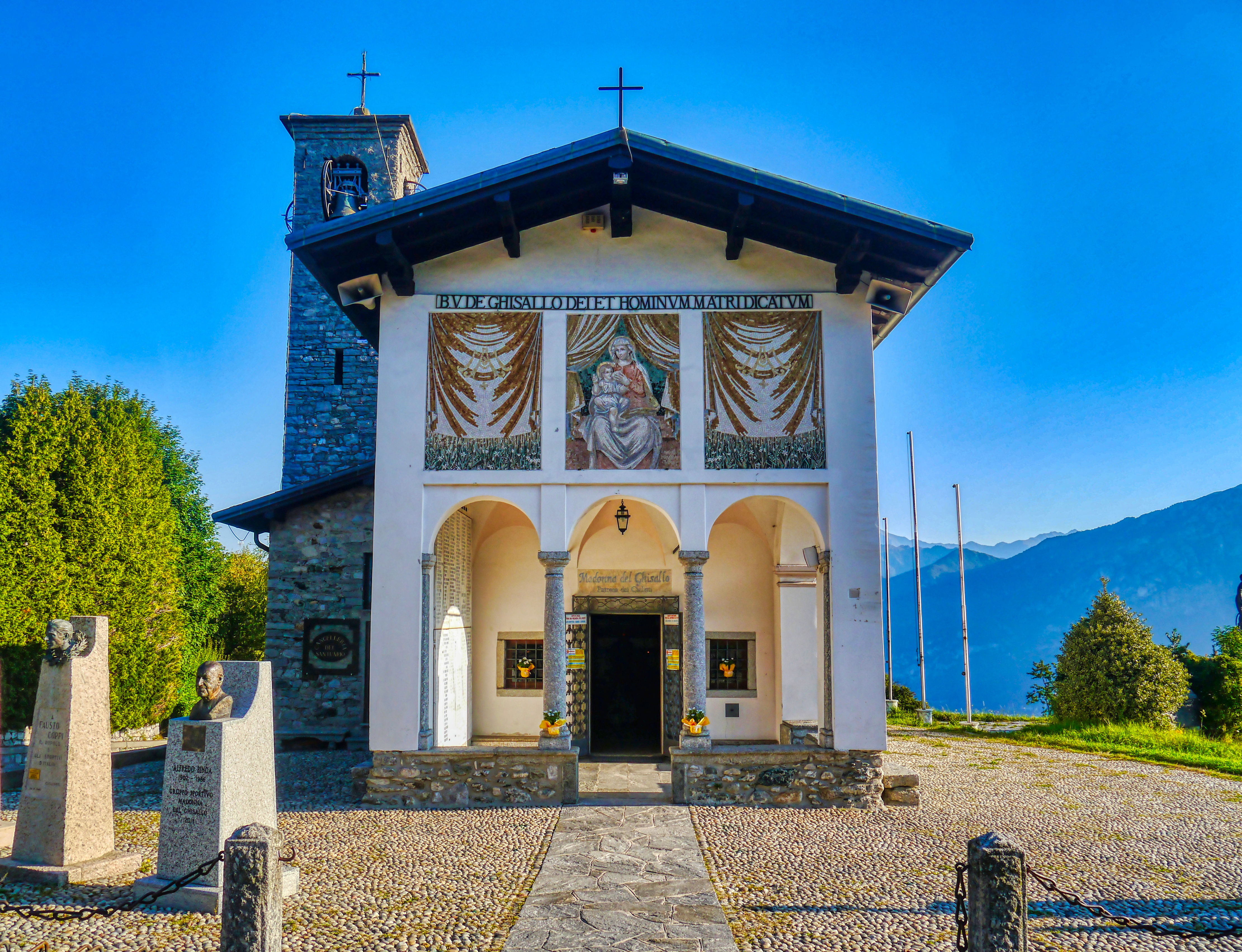
Il santuario della Madonna del Ghisallo

Il colle del Ghisallo (Ghisall in lombardo) è un valico stradale che collega la Valassina con la parte alta del Triangolo Lariano. Il punto di valico, a quota 754 m s.l.m., fa parte del comune di Magreglio. A pochi metri dal valico si trova una piccola chiesa: il santuario della Madonna del Ghisallo. Il suo nome (secondo un'antica leggenda) deriva da un certo Ghisallo il quale in epoca medievale in quel luogo fu assalito dai briganti e fece voto alla Madonna di costruire una chiesa in suo onore se fosse scampato.
La salita del Ghisallo (dal versante nord) viene tradizionalmente percorsa dal Giro di Lombardia ed è anche stata più volte inserita nel tracciato del Giro d'Italia. Per questo motivo la Madonna del Ghisallo è particolarmente venerata dai ciclisti, e su iniziativa dell'allora parroco don Ermelindo Viganò (1906–1985), nel 1949 il papa Pio XII la proclamò patrona universale dei ciclisti.
A fianco del santuario si possono trovare il Museo del ciclismo e il "Monumento al ciclista", progettato e realizzato da Elio Ponti, scultore, comasco di Ponzate.

## Descrizione

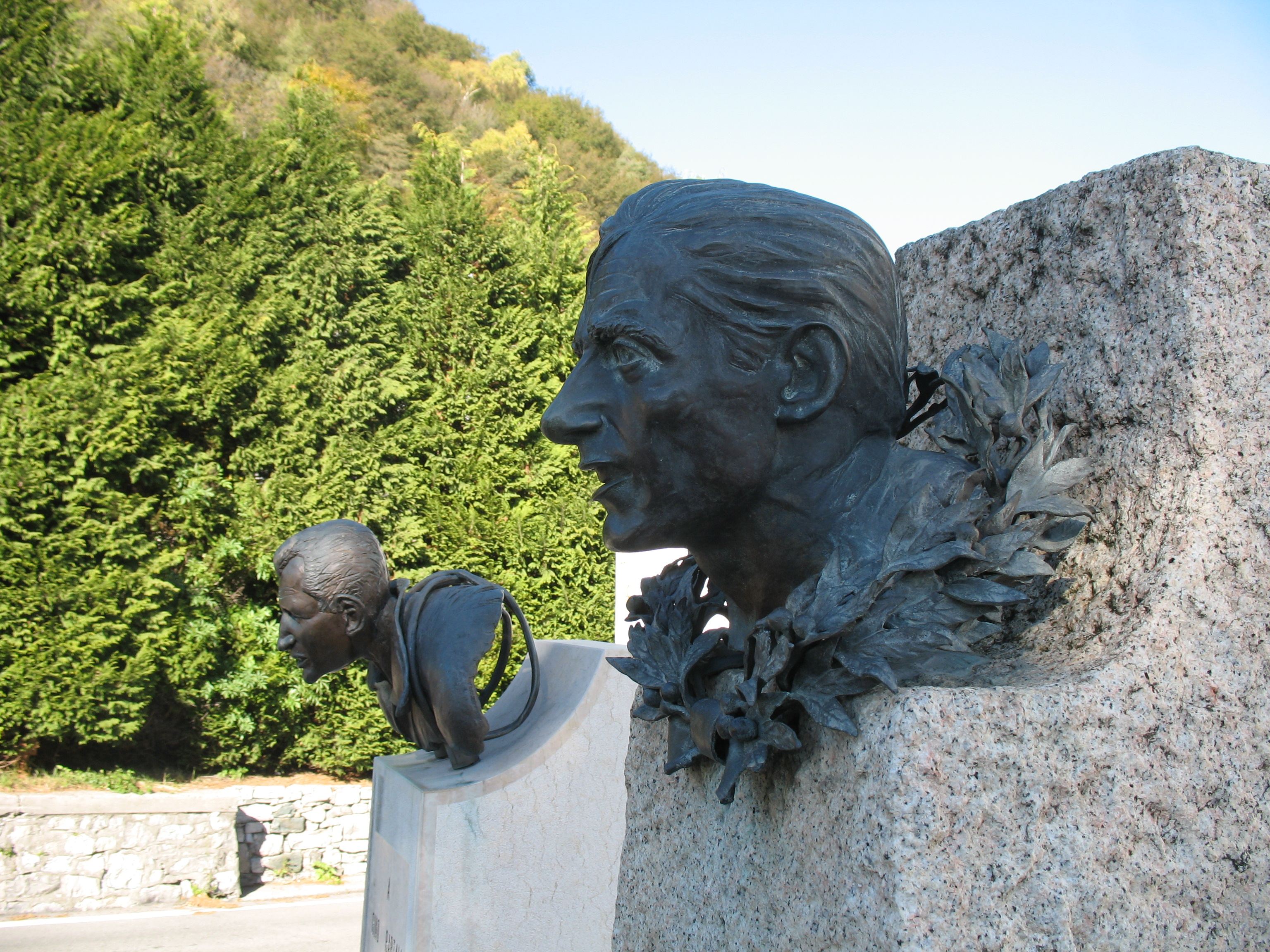
I busti di Fausto Coppi e Gino Bartali

### La salita del Ghisallo
Si può salire al santuario da due versanti. Quando parlano di "Ghisallo" o "Madonna del Ghisallo" i ciclisti intendono quasi sempre la strada che sale da Bellagio (versante nord), che presenta la salita più impegnativa.
Dal bivio della strada statale 583, all'uscita da Bellagio, essa presenta un tratto di circa 4 km di salita, seguito da circa 3 km in piano con brevi tratti di discesa, quindi ancora 1,5 km circa di salita fino al Santuario. Il dislivello complessivo è di poco meno di 500 metri; il punto di valico è a 754 m di altitudine. I tratti di salita presentano una pendenza abbastanza costante con una media poco inferiore al 9% e punte fino al 14%; comprendendo anche il segmento pianeggiante, la pendenza media è del 5.5% circa. Vi sono molti tornanti specie nel tratto finale. La strada è quasi tutta immersa nel bosco. I migliori professionisti riescono a compiere il percorso in meno di 20 minuti (Paolo Bettini ha impiegato circa 19'30" nel Giro di Lombardia 2005).
Una variante più impegnativa è nota come "Superghisallo": la denominazione venne coniata dalla Gazzetta dello Sport presentando il percorso della 55ª edizione del Giro di Lombardia, nel 1961. Si parte da Bellagio e si segue la strada principale fino alla frazione Guello (dove termina il primo tratto di salita); qui si svolta a destra, in direzione Monte San Primo, lasciando a sinistra il tradizionale percorso verso il Santuario. Dopo un tratto di 500 metri in falsopiano, dalla frazione Cernobbio inizia una salita che, superata la frazione di Pra' Filippo, porta, dopo circa cinque chilometri complessivi (6-7% di pendenza media con punte del 10-11%), ai 975 metri s.l.m. della frazione Pian Rancio. Al bivio si svolta a sinistra e si raggiunge, dopo circa quattro chilometri di discesa, il piazzale del Santuario.
Il versante opposto (versante sud), che raggiunge Magreglio da Erba attraverso Canzo e Asso (una variante raggiunge Canzo provenendo da Pusiano; un'altra sale da Onno per Valbrona ricongiungendosi sopra Asso), sale molto più dolcemente, presentando difficoltà significative (pendenza fino al 10%) solo nell'ultimo chilometro e mezzo.
Da Asso è possibile anche salire alla località Colma di Sormano (quota 1124 m), percorrendo la strada principale (circa 9 km con pendenza media intorno all'8%) oppure attraverso il durissimo Muro di Sormano, recentemente riasfaltato.
Nel 2021 è stato istituito il Brevetto del Ghisallo, un brevetto cicloturistico attivo da aprile a novembre che permette ai partecipanti di affrontare percorsi di diversa difficoltà nel territorio del triangolo lariano e di ottenere il relativo diploma di partecipazione.

### Il Museo del ciclismo

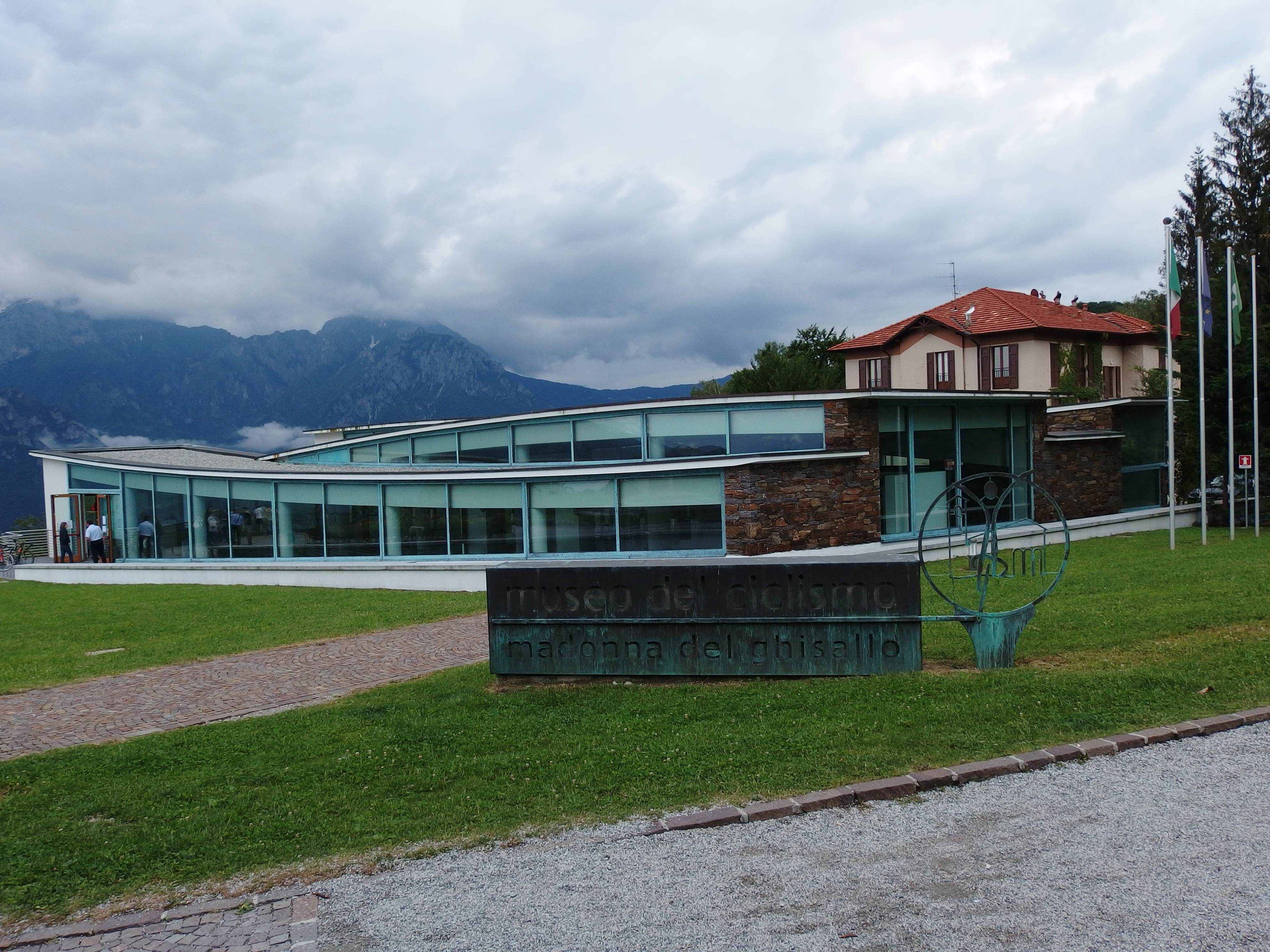
Il museo del ciclismo

Da molti decenni vi è tra i campioni del ciclismo (soprattutto italiani, ma non solo) l'usanza di donare propri cimeli al Santuario del Ghisallo: tra questi vi sono ad esempio le biciclette usate da Bartali, Coppi e Merckx nelle loro vittorie al Tour de France, la bici speciale usata da Moser per il record dell'ora, e diverse maglie rosa, gialle e iridate.
Negli anni novanta questi cimeli erano ormai tanto numerosi da non trovare più posto nella piccola chiesetta: è stato perciò ideato il progetto di un Museo del ciclismo, da erigere a fianco del santuario. A presiedere il comitato per la realizzazione del museo è stato chiamato Fiorenzo Magni. Il museo è stato inaugurato il 14 ottobre 2006, in occasione del Giro di Lombardia, con una cerimonia alla quale hanno partecipato diversi campioni del presente e del passato.
Il museo si sviluppa su tre piani e comprende anche una raccolta multimediale di materiale sul ciclismo. 
I cimeli più importanti continuano comunque ad essere esposti nella chiesa del santuario, tra i quali la bici di Fabio Casartelli, deceduto a seguito di un incidente in una tappa del Tour de France del 1995.
All'interno del museo è esposta la più grande collezione di maglie rosa al mondo grazie al progetto Giro for Ghisallo, che ha permesso di recuperare ed esporre nella sala principale più di 50 maglie rosa originali, dagli anni '30 ad oggi.
Nel piazzale del santuario vi sono le statue di due grandi ciclisti, Gino Bartali e Fausto Coppi; nel 2011 vi è stato posto anche il busto di Binda.

### LaCeleste Patrona dei Ciclisti Italianie Don Ermelindo Viganò

Ermelindo Viganò nel 1969

L'idea di fare proclamare la Madonna del Ghisallo Patrona dei ciclisti fu di don Ermelindo Viganò (Mediglia  1906 - Magreglio 1985), il quale dal 1944 alla morte fu parroco di Magreglio e primo Rettore del Santuario (dal 1949). Il sacerdote incontrò personalmente Papa Pio XII (1939-1958), il quale a seguito della presentazione della proposta da parte delle Autorità Religiose e Sportive nonché dei Corridori del Giro d'Italia del 1949, elesse e decretò, con breve pontificio del 13 ottobre 1949, la Beata Vergine Maria del Ghisallo Celeste Patrona dei Ciclisti Italiani.
Durante la cerimonia di dedicazione, nel 1949, una grande fiaccola di bronzo benedetta dal Papa, opera dello scultore Carmelo Cappello, fu portata da Roma al Santuario da una staffetta di ciclisti; gli ultimi due tedofori furono Gino Bartali e Fausto Coppi. La fiaccola è tuttora presente e sempre accesa, a ricordo dei ciclisti caduti ed a manifestazione della fede dei vivi.

## Altri luoghi dedicati al ciclismo
- In Spagna: Nuestra Señora de Dorleta (in basco Dorletako Ama) situato a Leintz-Gatzaga nella provincia di Gipuzkoa è la patrona dei ciclisti in Spagna.
- In Francia: Notre-Dame des Cyclistes localizzati a Labastide-d'Armagnac vicino a Mont-de-Marsan è la patrona dei ciclisti in Francia.